# Diocese de Barbastro-Monzón
A Diocese de Barbastro-Monzón (em latim: Dioecesis Barbastrensis-Montisonensis) é uma diocese da Igreja Católica da Espanha, sediada nas cidades de Barbastro e Monzón ambas na província de Huesca, comunidade autónoma de Aragão. Faz parte da Arquidiocese de Saragoça. Foi fundada em 716 pelo Papa Gregório II como Diocese de Roda e restaurada em 1573 pelo Papa Gregório XIII como Diocese de Barbastro. Em 2022 contava com uma população católica de 98 227 fiéis, sendo 89,2% da população total, e tinha 66 paróquias.

## História
Em 716 o Papa Gregório II funda a diocese de Diocese de Roda. Em 1101 a diocese tem seu nome alterado para Diocese de Barbastro-Roda. Em 1116 a diocese perde território para a Diocese de Huesca-Jaca. Em 1133 a diocese de Barbastro-Roda recebe parte do território da Diocese de Huesca-Jaca, sendo que em 1145 perde território para a mesma. Em 1149 a diocese é suprimida para as dioceses de Huesca-Jaca e Lérida. Em 1573 a diocese é restaurada com o nome de Diocese de Barbastro. Em 1955 a diocese ganha parte dos territórios das dioceses de Lérida e Urgel. Em 1995 a Diocese de Barbastro tem seu nome alterado para Diocese de Barbastro-Monzón.

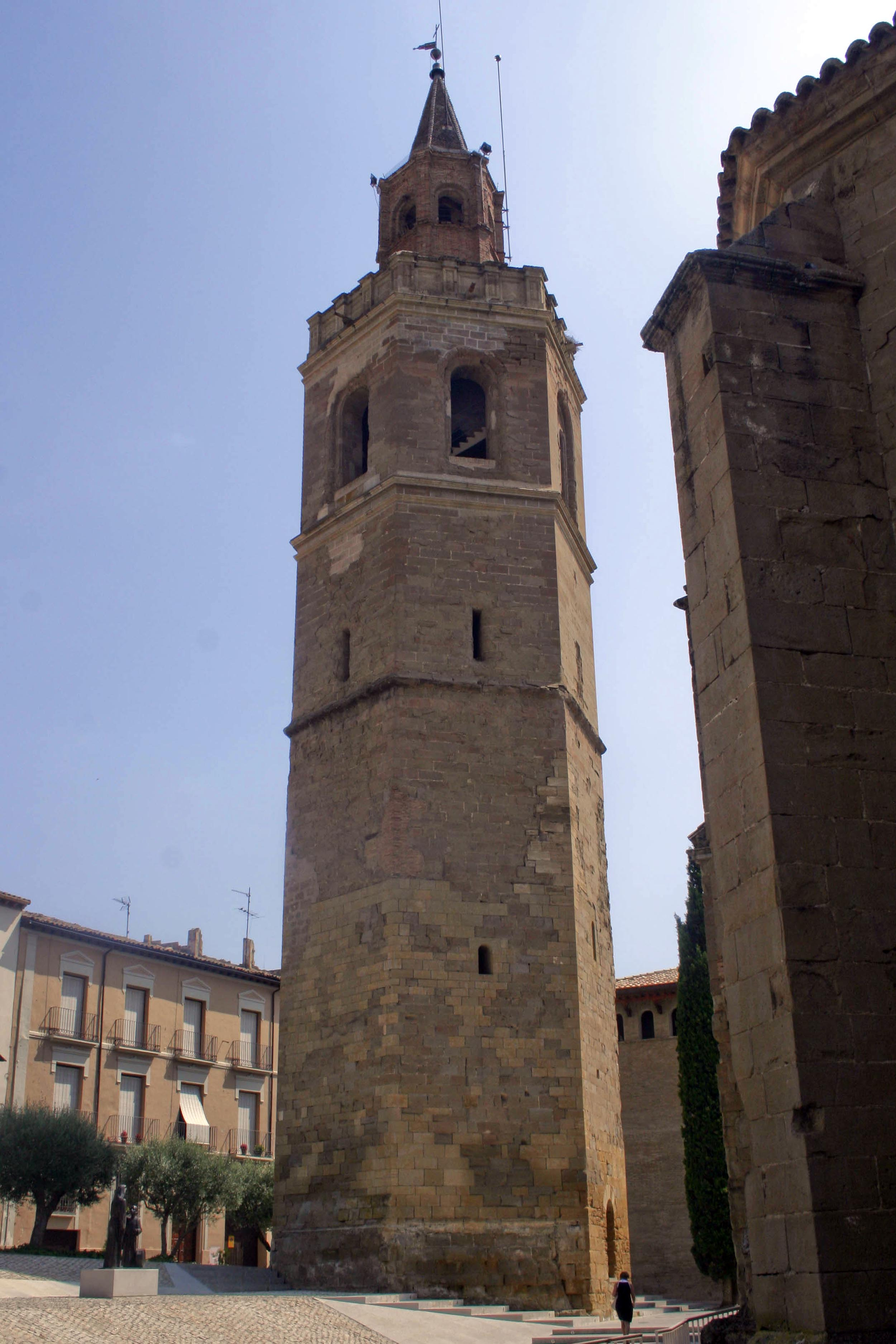
Torre do Relógio da Catedral de Barbastro

## Lista de bispos
A seguir uma lista de bispos da diocese desde 920. Não se tem muito registro dos bispos anteriores a essa data.
|                            | Nome                                     | Período                    | Notas                                           |
| Bispos de Barbastro-Monzón | Bispos de Barbastro-Monzón               | Bispos de Barbastro-Monzón | Bispos de Barbastro-Monzón                      |
| -------------------------- | ---------------------------------------- | -------------------------- | ----------------------------------------------- |
| 4º                         | Ángel Javier Pérez Pueyo                 | 2014 - atual               |                                                 |
| 3º                         | Alfonso Milián Sorribas                  | 2004 - 2014                |                                                 |
| 2º                         | Juan José Omella Omella                  | 1999 - 2004                | Nomeado bispo de Calahorra e La Calzada-Logroño |
| 1º                         | Ambrosio Echebarria Arroita              | 1995 - 1999                |                                                 |
| Bispos de Barbastro        |                                          |                            |                                                 |
| 34º                        | Ambrosio Echebarria Arroita              | 1974 - 1995                | Nomeado bispo dessa diocese                     |
| 33º                        | Damián Iguacén Borau                     | 1970 - 1974                | Nomeado bispo de Teruel e Albarracín            |
| 32º                        | Jaime Flores Martin                      | 1960 - 1970                | Renunciou                                       |
| 31º                        | Segundo Garcia de Sierra y Méndez        | 1954 - 1959                | Nomeado arcebispo coadjutor de Oviedo           |
| 30º                        | Pedro Cantero Cuadrado                   | 1951 - 1953                | Nomeado bispo de Huelva                         |
| 29º                        | Arturo Tabera Araoz, C.M.F.              | 1950 - 1950                | Nomeado bispo de Albacete                       |
| 28º                        | Jaime Flores Martin                      | 1828 - 1855                | Faleceu no cargo                                |
| 27º                        | Juan Nepomuceno de Lera y Cano           | 1814 - 1828                | Nomeado bispo de Segóvia                        |
| 26º                        | Agustín Iñigo Abad Lasierra, O.S.B.      | 1790 - 1813                | Faleceu no cargo                                |
| 25º                        | Juan Manuel Cornel                       | 1773 - 1789                | Faleceu no cargo                                |
| 24º                        | Felipe Antonio Perales Mercado           | 1766 - 1772                | Faleceu no cargo                                |
| 23º                        | Diego Rivera Higuera, O.de M.            | 1755 - 1766                | Faleceu no cargo                                |
| 22º                        | Juan Ladrón de Guevara, O.Carm.          | 1750 - 1755                | Faleceu no cargo                                |
| 21º                        | Benito Marín, O.S.B.                     | 1748 - 1750                | Nomeado bispo de Jaén                           |
| 20º                        | Francisco Antonio Bustamante Jiménez     | 1739 - 1747                | Nomeado bispo de Plasencia                      |
| 19º                        | Carlos Alamán Ferrer                     | 1717 - 1739                | Faleceu no cargo                                |
| 18º                        | Pedro Granell                            | 1714 - 1717                | Faleceu no cargo                                |
| 17º                        | Pedro Gregorio Padilla                   | 1708 - 1714                | Nomeado bispo de Huesca                         |
| 16º                        | Francisco de Paula Garcés Marcilla, O.M. | 1700 - 1708                | Nomeado bispo de Huesca                         |
| 15º                        | José Martínez del Villar                 | 1696 - 1699                | Faleceu no cargo                                |
| 14º                        | Jeronimo López, O.P.                     | 1695 - 1696                | Faleceu no cargo                                |
| 13º                        | Francisco López de Urraca, O.S.A.        | 1681 - 1695                | Faleceu no cargo                                |
| 12º                        | Íñigo Royo, O.S.B.                       | 1673 - 1680                | Faleceu no cargo                                |
| 11º                        | Diego Antônio Francés de Urrutigoyti     | 1656 - 1673                | Nomeado bispo de Teruel                         |
| 10º                        | Miguel Escartín Arbeza, O.Cist           | 1647 - 1656                | Nomeado bispo de Lerida                         |
| 9º                         | Diego Chueca                             | 1643 - 1647                | Nomeado bispo de Teruel                         |
| 8º                         | Bernardo Lacabra                         | 1639 - 1643                | Nomeado arcebispo de Cagliari                   |
| 7º                         | Alfonso de Requeséns Fenollet, O.F.M.    | 1625 - 1639                | Faleceu no cargo                                |
| 6º                         | Pedro Apaolaza Ramírez, O.S.B.           | 1622 - 1625                | Nomeado bispo de Albarracín                     |
| 5º                         | Jerónimo Bautista Lanuza, O.P.           | 1616 - 1622                | Nomeado bispo de Albarracín                     |
| 4º                         | Juan Moriz Salazar                       | 1604 - 1616                | Nomeado bispo de Huesca                         |
| 3º                         | Carlos Muñoz Serrano                     | 1596 - 1603                | Faleceu no cargo                                |
| 2º                         | Miguel Cercito Bereterra                 | 1585 - 1595                | Faleceu no cargo                                |
| 1º                         | Felipe Urríes Urríes, O.P.               | 1573 - 1585                | Faleceu no cargo                                |
| Bispos de Barbastro-Roda   |                                          |                            |                                                 |
| 5º                         | Guillermo Pérez de Ravitats              | 1143 - 1149                | Nomeado bispo de Lerida                         |
| 4º                         | Guafrido, O.S.A.                         | 1136 - 1143                | Faleceu no cargo                                |
| 3º                         | Pedro Guillermo                          | 1126 - 1134                | Faleceu no cargo                                |
| 2º                         | Ramón Guillermo                          | 1104 - 1126                | Faleceu no cargo                                |
| 1º                         | Pôncio                                   | 1101 - 1104                | Faleceu no cargo                                |
| Bispos de Roda             |                                          |                            |                                                 |
| 5º                         | Pôncio                                   | 1097 - 1101                | Nomeado bispo de Barbastro-Roda                 |
| 4º                         | Pedro Ramón Dalmacio                     | 1076 - 1094                | Faleceu no cargo                                |
| 3º                         | Borrel                                   | 1017 - 1019                | Faleceu no cargo                                |
| 2º                         | Odesindo                                 | 957 - 975                  | Faleceu no cargo                                |
| 1º                         | Atón                                     | 920 - 955                  | Faleceu no cargo                                |